# راتان کومار نهرو
راتان کومار نهرو (انگلیسی: Ratan Kumar Nehru; ۱۰ اکتبر ۱۹۰۲ – ۲ آوریل ۱۹۸۱) خدمت گذار دولتی و دیپلمات اهل هند بود.
او پسر عموی جواهر لعل نهرو و فرزند موهان لال نهرو (کسی که فرزند نندلال نهرو و برادر موتیلال نهرو بود) بود.
او دبیر کل وزارت امور خارجه هند و همچنین سفیر هند در چندین کشور در سال‌های ۱۹۵۰ تا ۱۹۶۰ بود. در سال‌های ۱۹۵۵–۵۸ او سفیر هند در چین و از سال‌های ۱۹۵۸–۶۰ به عنوان سفیر هند در امارات متحده عربی مشغول به خدمت بود.